# Nationella aktionspartiet (Mexiko)

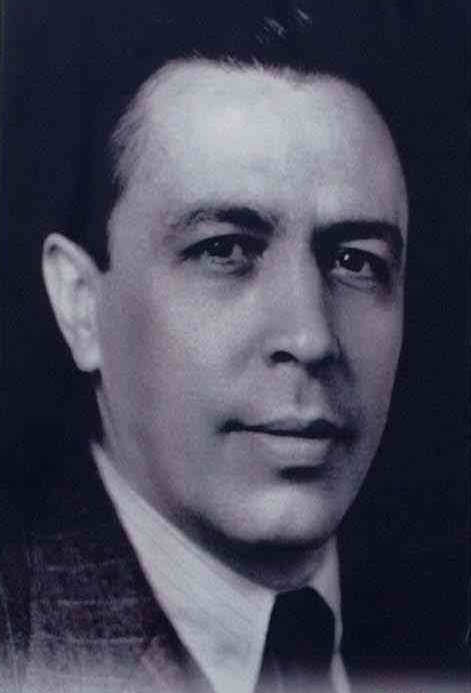
Den första partiledaren (1939-1949), Manuel Gómez Morín.

Nationella aktionspartiet, Partido Acción Nacional (PAN), är ett konservativt kristdemokratiskt parti och ett av de tre största politiska partierna i Mexiko.
I president- och senatsvalen år 2000 hade PAN ett valtekniskt samarbete med Partido Verde Ecologista de México (PVEM) under den gemensamma beteckningen Allians för förändring.

## Partiordförande
- 1939–1949: Manuel Gómez Morin
- 1949–1956: Juan Gutiérrez Lascuráin
- 1956–1958: Alfonso Ituarte Servín
- 1958–1962: José González Torres
- 1962–1968: Adolfo Christlieb Ibarrola
- 1968–1969: Ignacio Limón Maurer
- 1969–1972: Manuel González Hinojosa
- 1972–1975: José Ángel Conchello
- 1975: Efraín González Morfín
- 1975: Raúl González Schmall
- 1975–1978: Manuel González Hinojosa
- 1978–1984: Abel Vicencio Tovar
- 1984–1987: Pablo Emilio Madero
- 1987–1993: Luis H. Álvarez
- 1993–1996: Carlos Castillo Peraza
- 1996–1999: Felipe Calderón Hinojosa
- 1999–2005: Luis Felipe Bravo Mena
- 2005–2007: Manuel Espino Barrientos
- 2007–2009: Germán Martínez Cázares
- 2009–2010: César Nava Vázquez
- 2010–2014: Gustavo Madero Muñoz
- 2014: Cecilia Romero Castillo
- 2014–2015: Ricardo Anaya
- 2015: Gustavo Madero Muñoz
- 2015–2017: Ricardo Anaya
- 2017–2018: Damián Zepeda Vidales
- 2018: Marcelo Torres Cofiño
- sedan 2018: Marko Cortés Mendoza